# オースティンFC
オースティンFC（英語: Austin FC）は、アメリカ合衆国の南部、テキサス州の都市オースティンにホームを置くサッカークラブである。メジャーリーグサッカー所属。

## 概要
2018年に創設され、2021年よりMLSに参入したオースティン地域をホームタウンとするメジャープロスポーツチーム。現在のホームスタジアムはテキサス州オースティンのQ2スタジアム（収容人員は20,500人）。2019年3月に着工し、2021年1月に完成した。
所有権グループはTwo Oak Venturesが所有し、後に地元の有名人やビジネスマンを含むように拡大された。

## 過去の成績
| 年   | ディビジョン | ディビジョン | ディビジョン | ディビジョン | ディビジョン | ディビジョン | ディビジョン | ポジション | ポジション | プレーオフ | USオープンカップ |
| 年   | 試           | 勝           | 分           | 敗           | 得           | 失           | 点           | レギュラー | 全体       | プレーオフ | USオープンカップ |
| ---- | ------------ | ------------ | ------------ | ------------ | ------------ | ------------ | ------------ | ---------- | ---------- | ---------- | ---------------- |
| 2021 | 34           | 9            | 4            | 21           | 35           | 56           | 31           | 西12位     | 24位       | -          | -                |
| 2022 |              |              |              |              |              |              |              | 西位       | 位         |            |                  |

## 現所属メンバー
2023年1月27日現在
注：選手の国籍表記はFIFAの定めた代表資格ルールに基づく。
| No. | Pos. |                | 選手名                     |
| --- | ---- | -------------- | -------------------------- |
| 1   | GK   | アメリカ合衆国 | ブラッド・スチューバー     |
| 2   | FW   | セネガル       | ムサ・ジテ                 |
| 3   | DF   | コロンビア     | ジョアン・ロマーニャ       |
| 4   | DF   | アメリカ合衆国 | ティップ・セラー           |
| 5   | MF   | コロンビア     | ジョハン・バレンシア       |
| 6   | MF   | ベネズエラ     | ダニエル・ペレイラ         |
| 7   | MF   | アルゼンチン   | エミリアーノ・リゴーニ     |
| 8   | MF   | フィンランド   | アレクサンデル・リング     |
| 9   | FW   | アメリカ合衆国 | ギャシ・ザーデス           |
| 10  | MF   | アルゼンチン   | セバスティアン・ドリウッシ |
| 11  | FW   | パラグアイ     | ロドネイ・レデス           |
| 12  | GK   | アメリカ合衆国 | ダミアン・レス             |
| 13  | MF   | アメリカ合衆国 | イーサン・フィンレイ       |
| 14  | MF   | ウルグアイ     | ディエゴ・ファグンデス     |

| No. | Pos. |                | 選手名                           |
| --- | ---- | -------------- | -------------------------------- |
| 15  | DF   | フィンランド   | レオ・ヴァイサネン               |
| 16  | MF   | アメリカ合衆国 | エクトル・ヒメネス               |
| 17  | FW   | アイルランド   | ジョン・ギャラガー               |
| 18  | DF   | コスタリカ     | フリオ・カスカンテ               |
| 19  | FW   | アメリカ合衆国 | シージェイ・フォドレー           |
| 20  | GK   | アメリカ合衆国 | マット・ベルサーノ               |
| 21  | DF   | スウェーデン   | アダム・ランドクヴィスト         |
| 22  | MF   | フランス       | ソフィアン・ディファール         |
| 23  | DF   | スロベニア     | ザン・コルマニッチ               |
| 24  | DF   | アメリカ合衆国 | ニック・リマ                     |
| 26  | DF   | アメリカ合衆国 | チャーリー・アセンシオ           |
| 28  | FW   | アメリカ合衆国 | アルフォンソ・オカンポ＝チャベス |
| 33  | MF   | アメリカ合衆国 | オーウェン・ウォルフ             |
| 37  | FW   | アルゼンチン   | マキシミリアーノ・ウルティ       |
| --  | DF   | エジプト       | アムロ・タレク                   |

監督
- ジョシュ・ウォルフ

### ローン移籍
in
注：選手の国籍表記はFIFAの定めた代表資格ルールに基づく。
| No. | Pos. |  | 選手名 |
| --- | ---- |  | ------ |

out
注：選手の国籍表記はFIFAの定めた代表資格ルールに基づく。
| No. | Pos. |  | 選手名 |
| --- | ---- |  | ------ |

## 歴代監督
- ジョシュ・ウォルフ 2021-

## 歴代所属選手

### GK
- アンドリュー・ターベル 2021-

### DF
- マット・ベスラー 2021-
- エクトル・ヒメネス 2021-
- フリオ・カスカンテ 2021-
- ザン・コルマニッチ 2021-
- ニック・リマ 2021-

### MF
- トマス・ポチェッティーノ 2021-
- アレクサンデル・リング 2021-
- ウリセス・セグラ 2021-
- ディエゴ・ファグンデス 2021-
- ダニエル・ペレイラ 2021-

### FW
- ダニー・ホーセン 2021-
- セシリオ・ドミンゲス 2021-
- ロドネイ・レデス 2021-
- アーロン・シェーンフェルド 2021-
- ジョン・ギャラガー 2021-
- ケクタ・マネー 2021-